# California Correctional Institution
California Correctional Institution (CCI) är ett delstatligt fängelse för manliga intagna och är belägen i Tehachapi, Kalifornien i USA. Fängelset förvarar intagna som är klassificerade för säkerhetsnivåerna "medel", "hög" och "isolering". CCI har en kapacitet på att förvara 2 172 intagna men för den 16 november 2022 var det överbeläggning och den förvarade 2 793 intagna.

## Historik
År 1933 invigdes det ett kvinnofängelse på platsen där CCI ligger och det var aktiv fram tills juli 1952 när den tvingades stänga igen efter en jordbävning. Två år senare öppnades den igen men den här gången ombyggd till att vara ett fängelse för manliga intagna. År 1964 fick fängelset det nuvarande namnet. På mitten av 1980-talet blev CCI ett högriskfängelse när flera fängelsebyggnader för säkerhetsnivåerna "hög" och "maximal" uppfördes. I september 2021 slutade fängelset att förvara intagna för säkerhetsklassen "låg".